# Glipa rectefasciata
Glipa rectefasciata es una especie de coleóptero de la familia Mordellidae.

## Distribución geográfica
Habita en Tonkin (Vietnam).